# Lac de Saint-André
Le lac de Saint-André est un lac français des Alpes, situé à Les Marches près de Chambéry, dans le département de la Savoie en région Auvergne-Rhône-Alpes. 
Situé au pied du mont Granier, le lac s'est formé à la suite de l'éboulement d'une partie de la montagne dans la nuit du 24 au 25 novembre 1248.

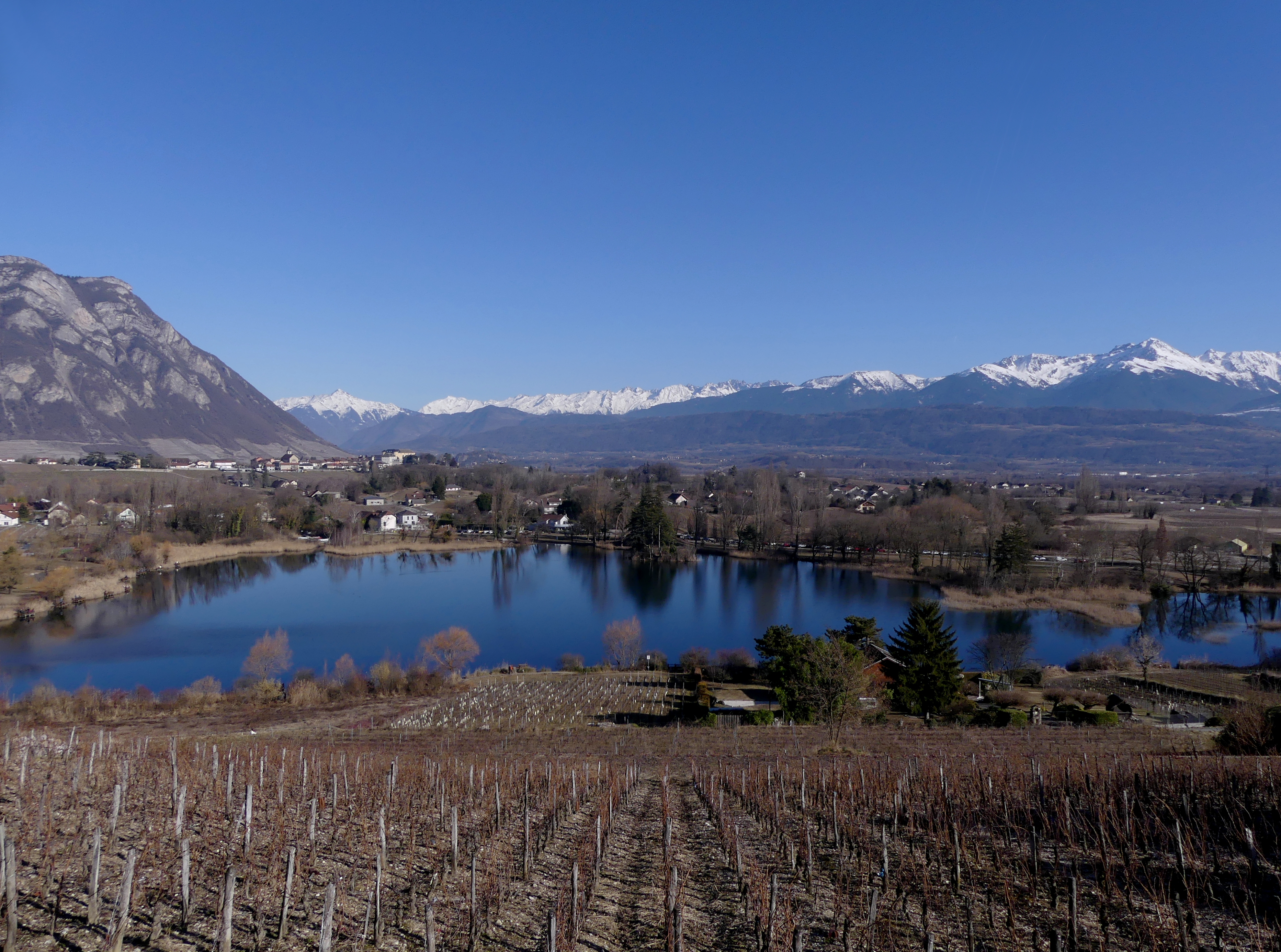
Le lac en hiver autour des vignobles des Abymes.